# ناتالي زي
ناتالي زي (بالإنجليزية: Natalie Zea)‏ (ولدت في 17 مارس 1975) ممثلة أمريكية، ظهرت في عدة أعمال سينمائية وتلفزيونية منها مسلسل دراما الجريمة مُبررة (2010), فيلم الشخصان الآخران (2010), فيلم غراي ليدي (2015).

## روابط خارجية
- ناتالي زي على موقع IMDb (الإنجليزية)
- ناتالي زي على موقع ألو سيني (الفرنسية)
- ناتالي زي على موقع أول موفي (الإنجليزية)
- ناتالي زي على موقع إن إن دي بي (الإنجليزية)
- ناتالي زي على موقع قاعدة بيانات الفيلم (الإنجليزية)
- ناتالي زي على موقع كينوبويسك (الروسية)
- ناتالي زي على إنستغرام